# Blažkov
Blažkov (in tedesco Blaschkau) è un comune ceco situato nel distretto di Žďár nad Sázavou, nella regione di Vysočina.

## Storia
La prima menzione scritta del villaggio risale al 1348.
Nel 2010, il villaggio di Blažkov ha ricevuto il premio nel concorso Vysočina Village, in particolare un diploma per il supporto e lo sviluppo delle tradizioni antincendio.